# Паломническая церковь в Висе
Паломническая церковь Страдавшего от бича Спасителя в деревне Вис (нем. Wieskirche zum Gegeißelten Heiland) — одно из главных свершений баварского рококо и центральное произведение архитектора Доминика Циммерманна, который провёл в деревне Вис последний десяток лет своей жизни.
Овальная в плане церковь стоит у подножия Альп, в Баварии, в коммуне Штайнгаден муниципалитета Вайльхайм-Шонгау. Наплыв паломников в деревеньку Вис в 1738 г. был связан с тем, что на статуе скорбящего Спасителя выступили слёзы. В доме, где произошло это чудо, через два года соорудили часовню, но она не могла вместить всех желающих поклониться реликвии и исцелиться от своих недугов. Тогда близлежащее Штайнгаденское аббатство приняло решение возвести в Висе отдельный паломнический храм.
Строительство церкви, которое курировал Циммерман, продолжалось с 1745 по 1754. Как и в случае с другими памятниками баварского рококо, внешний вид храма непритязателен, почти монохромен, что резко контрастирует с буквально фонтанирующим лепниной интерьером, в котором преобладают лёгкие кремовые тона и вытянутые, эллипсоидные формы. Внутренность храма ошеломляет неподготовленного путешественника, едва ли ожидающего найти столь расточительное, эффектное убранство в отдалённой пастушеской деревушке, — всем этим Циммерман стремился передать ощущение спонтанности религиозного экстаза.
К XIX веку поток паломников в Вис сошёл на нет, популярность рококо ушла в прошлое, и встал вопрос о сносе обветшавшего памятника, однако этому воспрепятствовали местные жители. Включение церкви в список всемирного наследия ЮНЕСКО (1983) сделало её известной за пределами Германии, а в 1985—1991 гг. она была тщательно отреставрирована.

## См. также

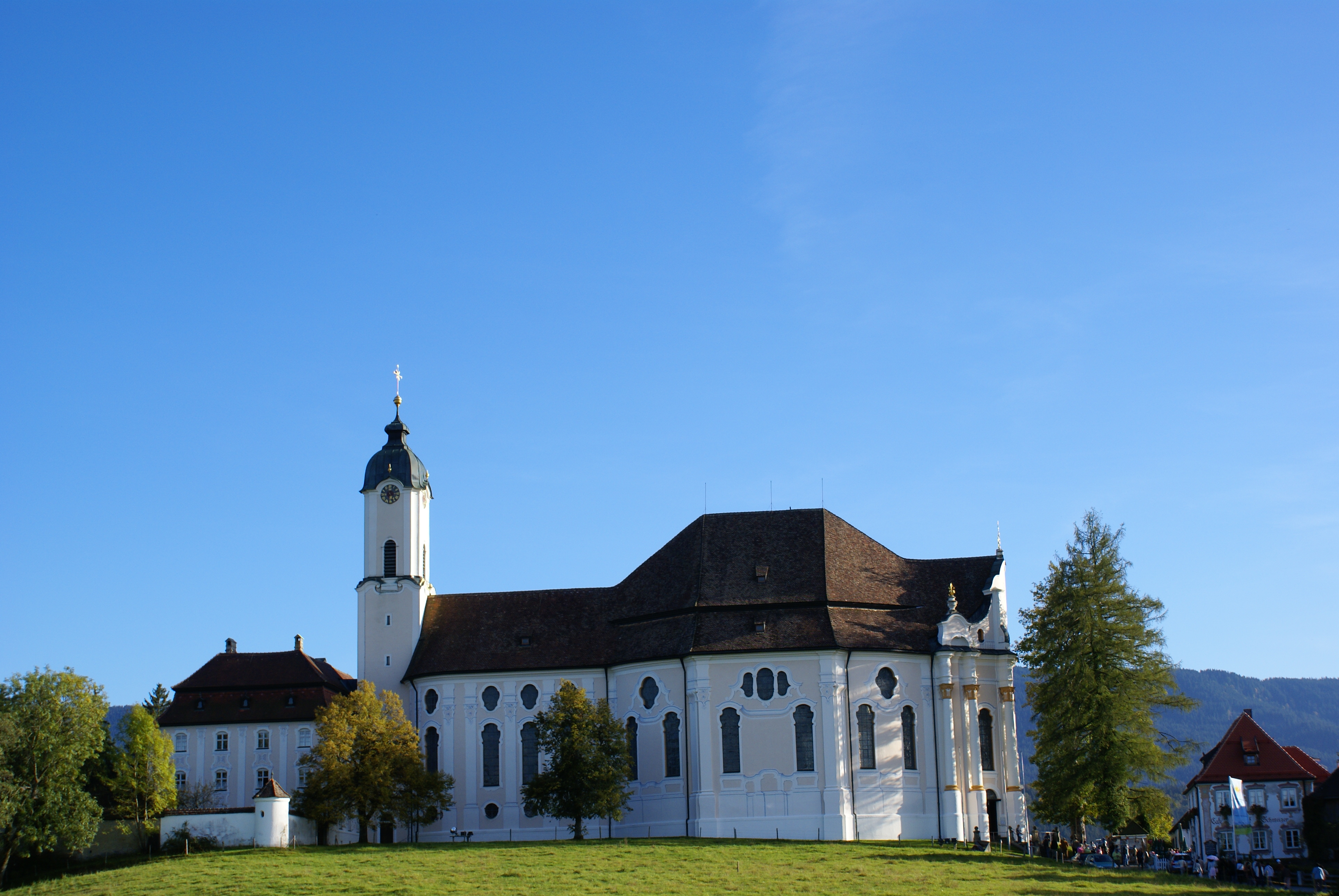
Достаточно простой внешний вид церкви
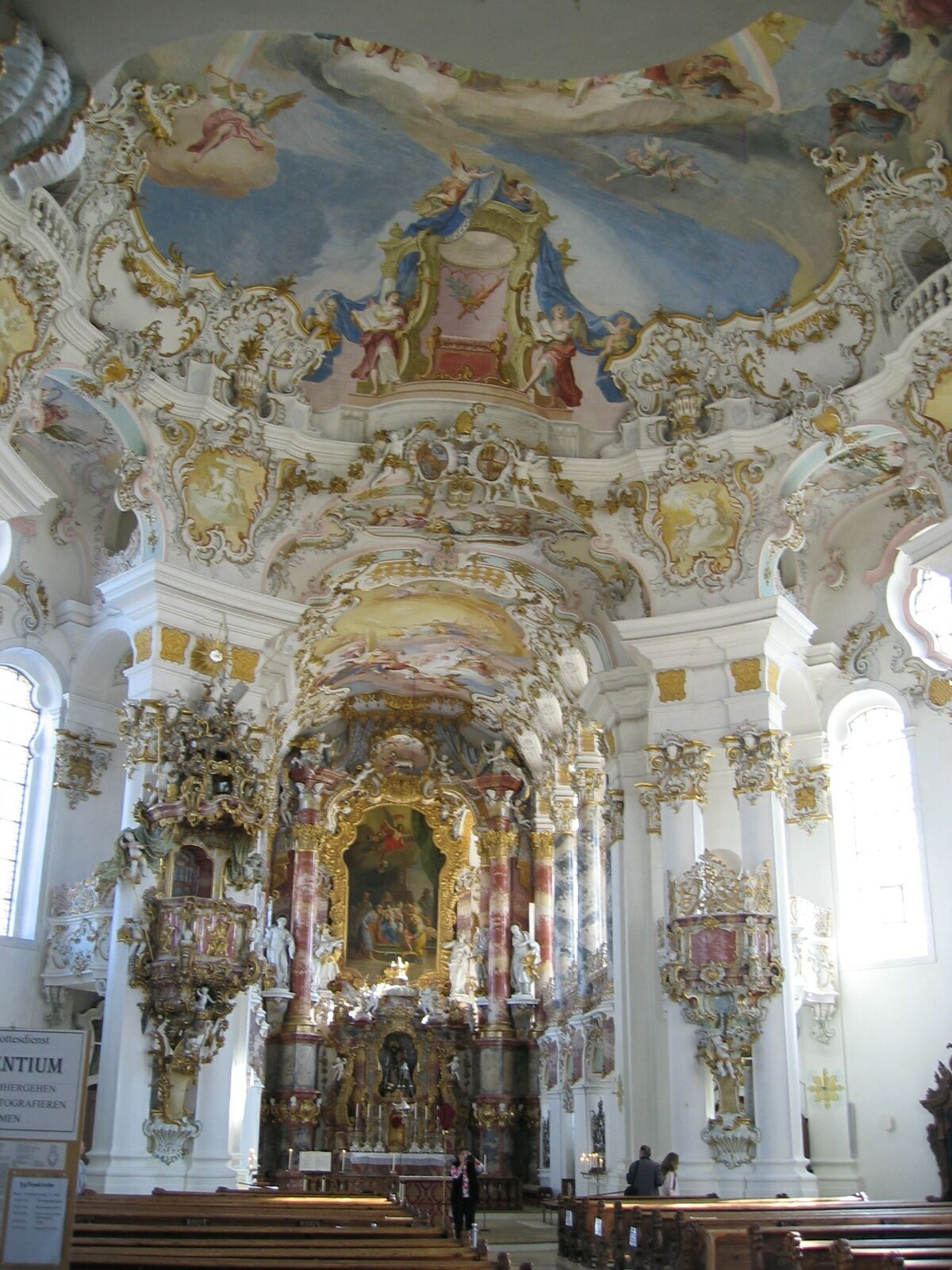
Алтарь церкви
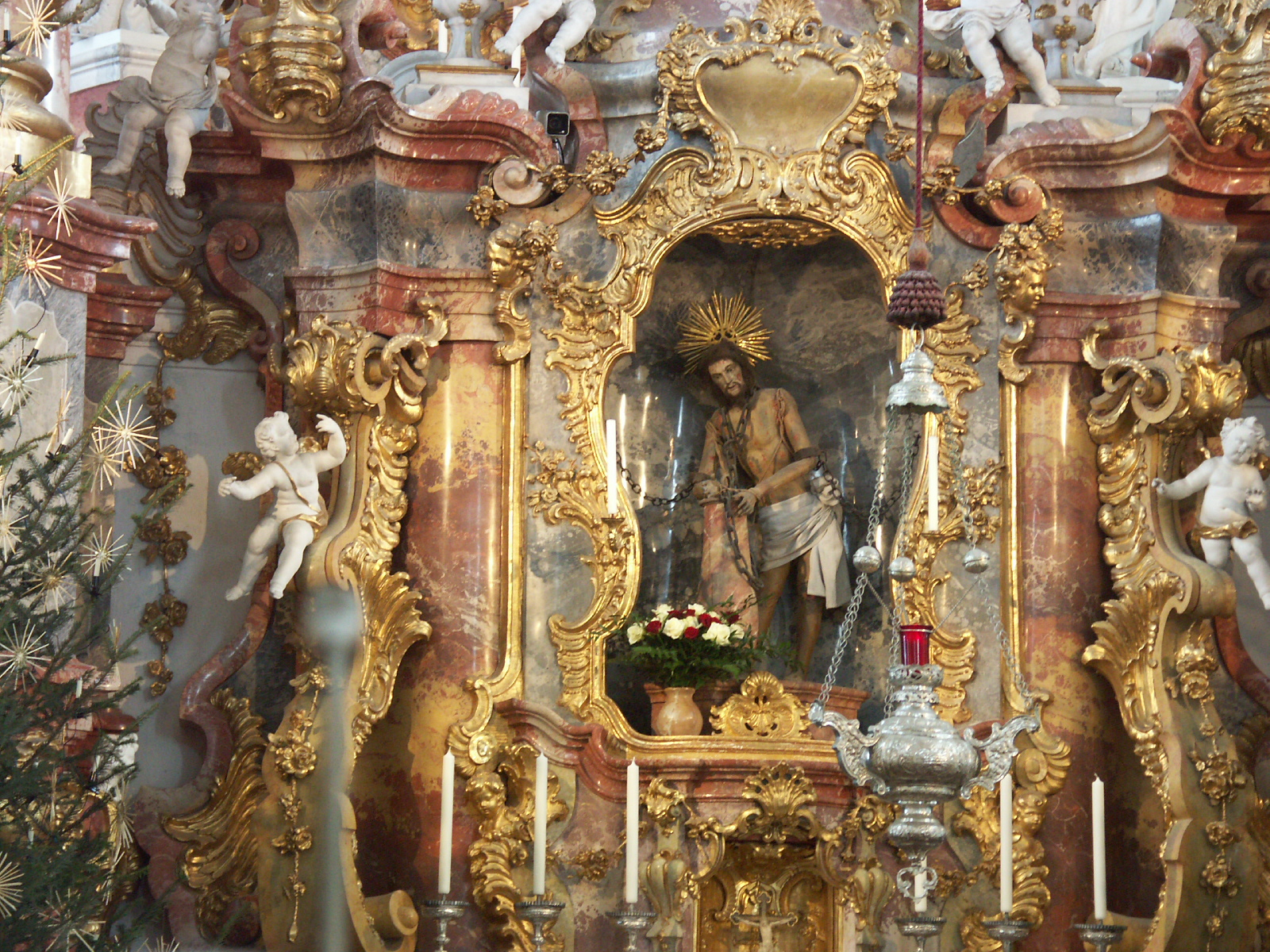
Фрагмент скульптурного убранства
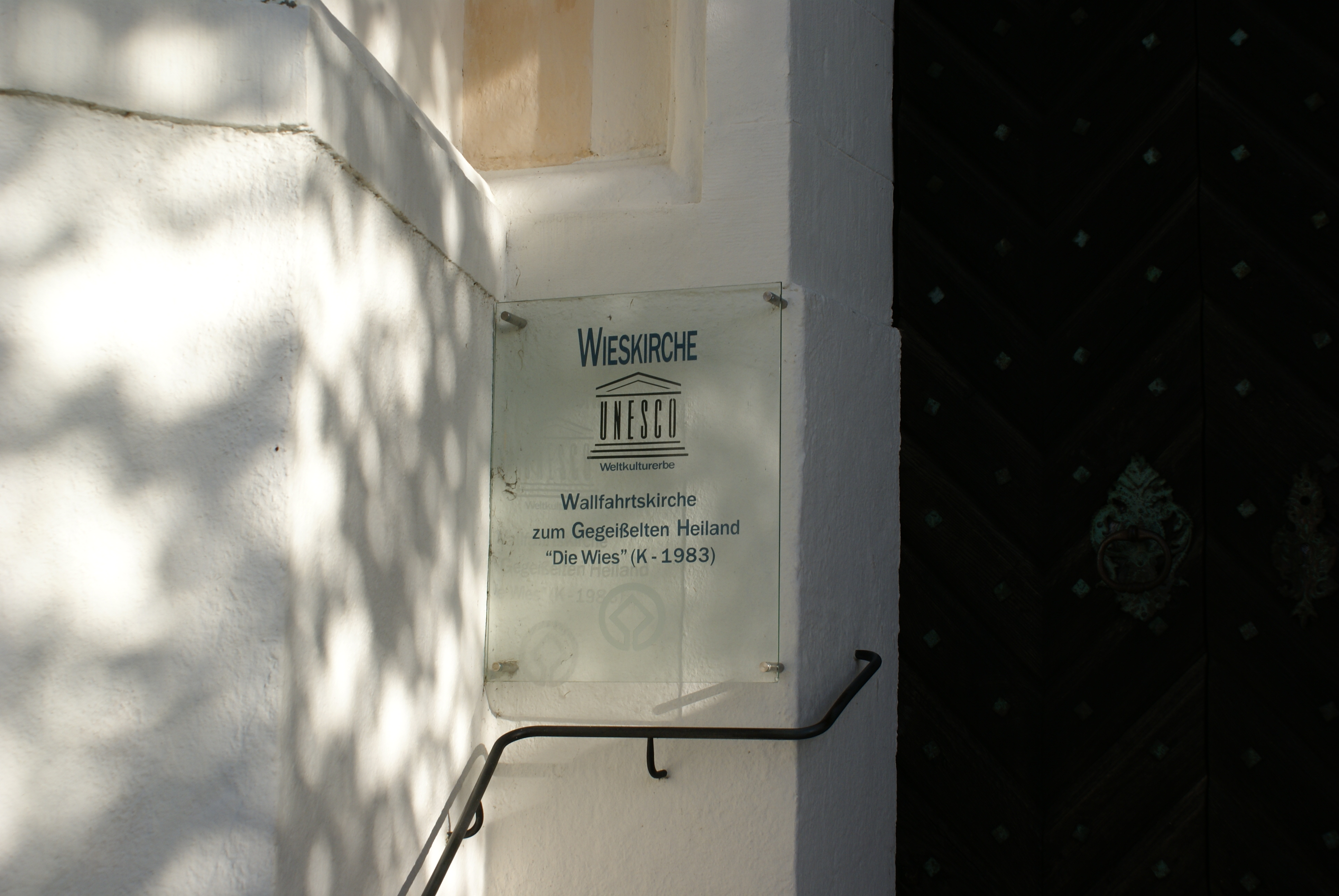
Табличка о присвоении статуса Всемирного наследия